# Le Torpt
Le Torpt település Franciaországban, Eure megyében. Lakosainak száma 460 fő (2022. január 1.).

## Népesség
A település népességének változása:
| Lakosok száma | 201  | 206  | 213  | 288  | 398  | 428  | 443  | 446  | 443  | 460  |
|               | 1968 | 1982 | 1990 | 2006 | 2013 | 2015 | 2017 | 2019 | 2020 | 2022 |